# Blue Berry Hill
Blue Berry Hill es un lugar designado por el censo ubicado en el condado de Bee en el estado estadounidense de Texas. En el Censo de 2010 tenía una población de 866 habitantes y una densidad poblacional de 114,63 personas por km².

## Geografía
Blue Berry Hill se encuentra ubicado en las coordenadas 28°23′8″N 97°47′31″O / 28.38556, -97.79194. Según la Oficina del Censo de los Estados Unidos, Blue Berry Hill tiene una superficie total de 7.55 km², de la cual 7.55 km² corresponden a tierra firme y (0%) 0 km² es agua.

## Demografía
Según el censo de 2010, había 866 personas residiendo en Blue Berry Hill. La densidad de población era de 114,63 hab./km². De los 866 habitantes, Blue Berry Hill estaba compuesto por el 78.87% blancos, el 0.92% eran afroamericanos, el 0.23% eran amerindios, el 0.58% eran asiáticos, el 0% eran isleños del Pacífico, el 16.97% eran de otras razas y el 2.42% pertenecían a dos o más razas. Del total de la población el 82.33% eran hispanos o latinos de cualquier raza.